# Annelies Kammenhuber
Annelies Kammenhuber (* 19. März 1922 in Hamburg; † 25. Dezember 1995 in München) war eine deutsche Hethitologin, Professorin für Hethitologie und Lehrstuhlinhaberin in München.

## Leben und Werk
Annelies Kammenhuber wuchs in Hamburg als Tochter von Maria Kammenhuber, geborene Hawranek, und des Schlossermeisters Georg Kammenhuber auf. In der Hansestadt verbrachte sie auch ihre Schulzeit bis zum Abitur. Nach einem kurzen Arbeitseinsatz während der nationalsozialistischen Diktatur begann sie an der Universität Hamburg ihr Studium. Dabei belegte sie eine Vielzahl von Fächern mit einem Schwerpunkt auf folgende Philologien: Anglistik, Romanistik, Altphilologie (Latein), Indologie, Philosophie und Indogermanistik. Sie studierte, verzögert durch den Krieg, von 1940 bis 1950. Neben Hamburg studierte Kammenhuber auch an der Ludwig-Maximilians-Universität München, zunächst nur kurzzeitig, seit 1946 dauerhaft. Hier half sie tatkräftig mit, das im Krieg stark in Mitleidenschaft gezogene sprachwissenschaftliche Seminar wieder aufzubauen. Zu ihren Lehrern in Hamburg und München gehörten Walther Schubring, Ernst Fraenkel und Walther Wüst. Für ihre akademische Zukunft sollte vor allem Ferdinand Johann Sommer wichtig werden. Er brachte ihr die noch junge Wissenschaft der Hethitologie nahe. 1950 wurde sie bei Sommer mit der Arbeit Die Morphologie der hethitischen Verbalnomina auf -uuanzi und -anna, -uuan, -uuar, -atar und -essar zum Doktor der Philosophie promoviert.
Nach der Promotion wurde sie Assistentin an der Universität und widmete sich den altanatolischen Sprachen. 1958 habilitierte sie sich in München jedoch mit einer Arbeit auf einem anderen Gebiet, der Iranistik: Studien zum ältesten Videvdat, Bd. I: Fargard 3 und die Totenvorstellungen und ‚Hunde-Magie‘ im Videvdat. Damit erlangte sie die Lehrbefugnis für Indogermanische Sprachen des Alten Orients. An der Münchener Philosophischen Fakultät war sie nach Dorothee Grokenberger die zweite Frau, die sich habilitiert hatte. Nach der Habilitation wurde sie Privatdozentin, 1960 Diätendozentin. 1959 wurde sie auf Vorschlag von Émile Benveniste und Emmanuel Laroche zum Mitglied der Société de Linguistique de Paris gewählt.
Im Jahr 1964 wurde sie an der Universität München zur außerplanmäßigen Professorin ernannt, zwei Jahre darauf folgte die Ernennung zur Wissenschaftlichen Rätin. Ihre Arbeitsgebiete umfassten die Hethitologie und altkleinasiatische Sprachwissenschaft sowie Altiranistik. 1968 erhielt sie den Ruf als Extraordinaria für Hethitologie an das Pontificio Istituto Biblico in Rom. 1969 kehrte sie wieder nach München zurück, wo sie ordentliche Professorin am neu begründeten Institut für Assyriologie und Hethitologie der Universität München wurde. Bis zu ihrer Emeritierung 1987 wirkte sie dort als Leiterin der Abteilung Hethitologie.
Kammenhuber beschränkte sich jedoch bei ihren Forschungen nicht auf die indogermanischen Sprachen des Alten Orients; ihr Interesse galt auch den nicht-indogermanischen Sprachen der Region wie dem Hattischen oder Hurritischen. Ihre herausragende Bedeutung liegt in ihrer Arbeit an großen Forschungsprojekten, für die sie sich sehr einsetzte. Während dieser Arbeiten schrieb sie grundlegende Arbeiten, so einen Beitrag zum Handbuch der Orientalistik Hethitisch, Palaisch, Luwisch und Hieroglyphenluwisch (1 Abt., 2 Bd.). Herausragend war auch ihre Rolle bei der Neubearbeitung des Johannes Friedrichs Hethitischem Wörterbuch. Grundlegend sind ebenso ihre Erstellung eines hethitischen Thesaurus und ihre Arbeiten zur Datierung von altanatolischen Texten.

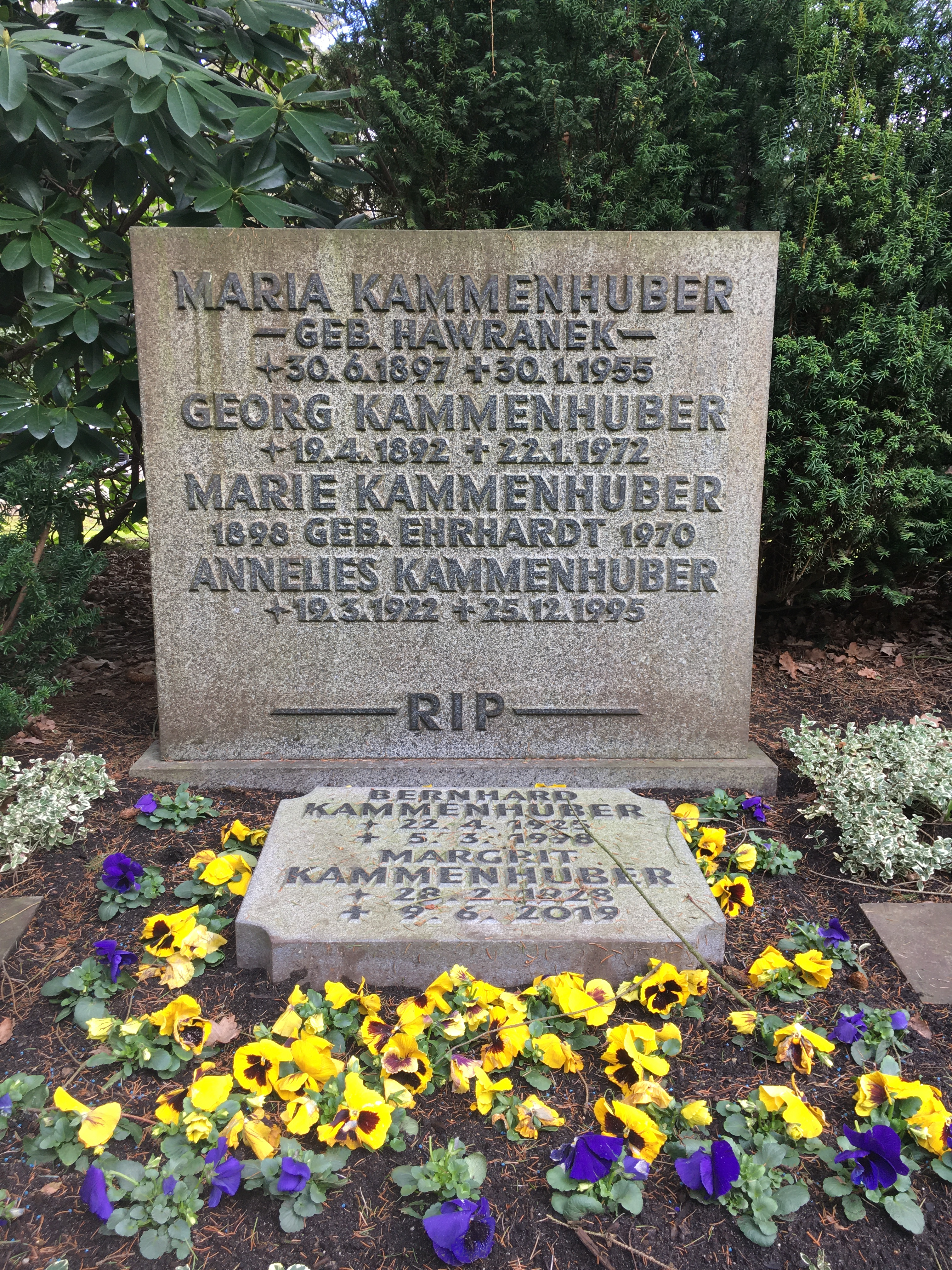
Grabstätte von Annelies Kammenhuber auf dem Friedhof Ohlsdorf

Annelies Kammenhuber war katholisch und wurde in der Familiengrabstätte auf dem Hamburger Friedhof Ohlsdorf beigesetzt. Das Grab liegt im Planquadrat Bl 69.

## Veröffentlichungen (Auswahl)
- Hippologia hethitica. Harrassowitz, Wiesbaden 1961.
- Die Arier im Vorderen Orient. Winter, Heidelberg 1968.
- Materialien zu einem hethitischen Thesaurus. 1974 ff.
- mit Johannes Friedrich: Hethitisches Wörterbuch. 2. Auflage. 1975 ff.
- Orakelpraxis, Träume und Vorzeichenschau bei den Hethitern  (= Texte der Hethiter. Bd. 7). Winter, Heidelberg 1976, ISBN 3-533-02494-6.